# Альксингер, Иоганн Батист фон
Иоганн Батист фон Альксингер (нем. Johann Baptist von Alxinger; 1755—1797) — австрийский поэт и юрист.

## Биография
Родился в Вене 24 января 1755 года, в семье юриста.
Изучал юриспруденцию в Йенском университете и получил степень доктора права в Венском университете. Занимал должность придворного агента, но жалованьем пользовался для бесплатного ведения дел малообеспеченных граждан. В 1794 году Альксингер был назначен секретарём придворного Бургтеатра и возведён в рыцарское достоинство.
Посещение Берлина в 1783 и 1784 годах привела к дружбе на всю жизнь с Фридрихом Николаи.
Алксинджер был активным масоном; в 1779 году он стал членом Венской масонской ложи «К Святому Иосифу»; в 1785 году перешёл в ложу «К истинному согласию» в Вене, где часто бывал Вольфганг Амадей Моцарт, а также был членом ложи «К истине». В конце 1781 года он также вступил в Общество баварских иллюминатов.
Умер 1 мая 1797 года в Вене. В его честь названа улица в 10-м районе Вены Фаворитен.

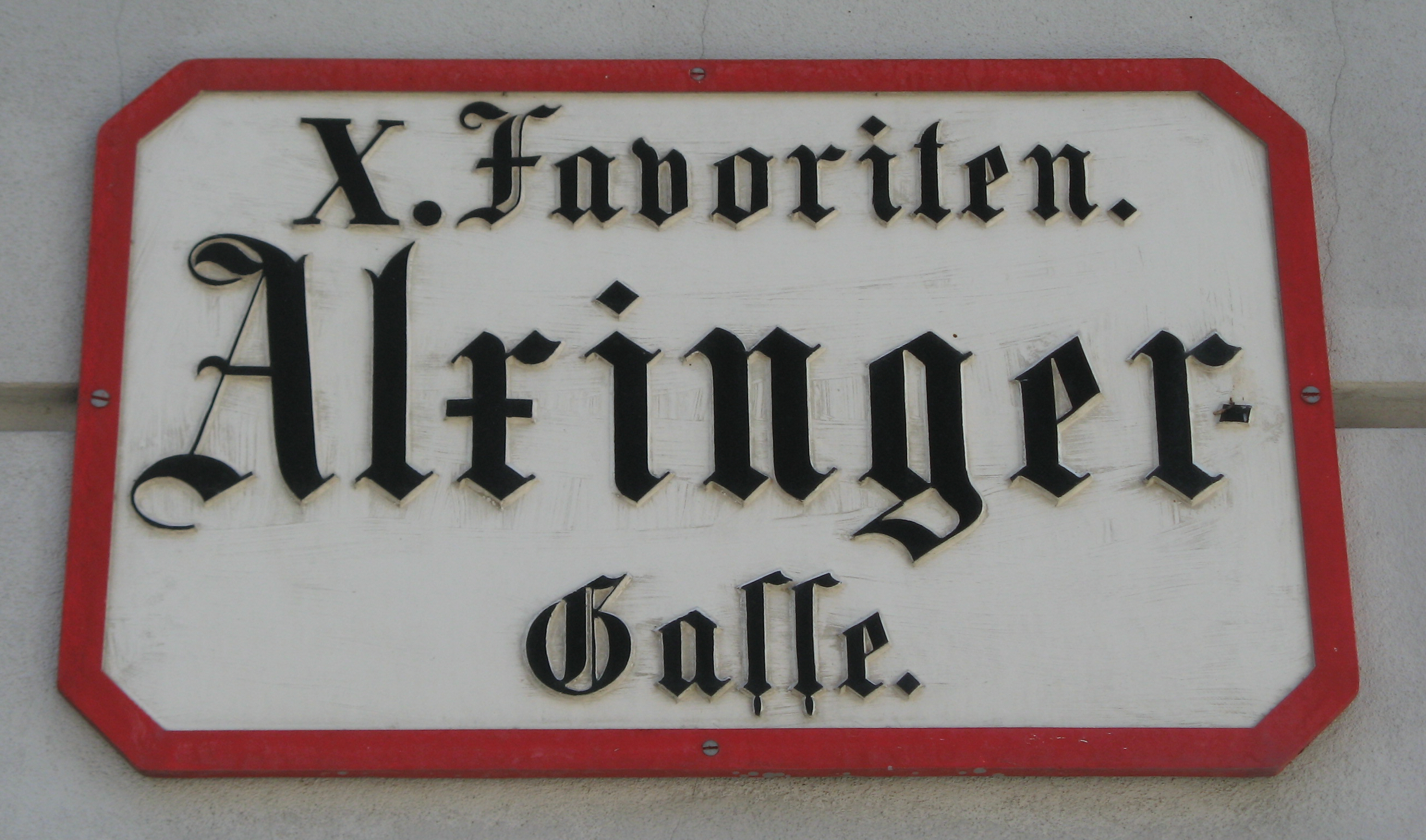
Уличный указатель в Вене

## Творчество
Его стихи «Gedichte» (Галле, 1780; Лейпциг, 1784, 2 т., Клагенфурт, 1788) поддерживали идеалы эпохи Просвещения, выделяясь свободомыслием и изящной формой.
Образцами для подражания для него были Вергилий, Гомер, Торквато Тассо и, прежде всего, Кристоф Мартин Виланд. Альксингер заменил в своих произведениях рыцарский идеал добродетели доктриной гуманитарной добродетели масонства на примере рыцарей-тамплиеров. Его рыцарские эпосы «Doolin von Maynz. Ein Rittergedicht» (Лейпциг, 1787; Штутгарт, 1861) и «Bliomberis. Ein Rittergedicht in zwölf Gesängen» (Лейпциг, 1791, 1802; Штутгарт, 1861), в которых он подражал Виланду, были высоко оценены современными критиками и востребованы публикой.
Полное собрание его сочинений (Johann von Alxinger’s Sämmtliche Werke) в 10 томах вышло в Вене в 1810 году. Иногда он использовал псевдоним Johannes Xilanger.